# Brian Basset
Pour les articles homonymes, voir Basset.
Brian Basset né le 30 novembre 1957 à Norwalk dans le Connecticut aux États-Unis est un auteur de bande dessinée américain, créateur des comic strips humoristiques familiaux Adam (1984-2009) et Red and Rover (en) (2000-)

## Publications
- Adam, Dupuis, coll. « Humour libre », 6 volumes, 1997-2004.

## Prix
- 2013 : Prix du comic book de la National Cartoonists Society pour Red and Rover (en)